# 1985 في تركيا
فيما يلي قوائم الأحداث التي وقعت خلال عام 1985 في تركيا.

## ظهور
- 1 يناير – فرقة يوروم

## كتب
من الكتب التي صدرت هذه السنة في تركيا:
- 1 يناير – القلعة البيضاء من تأليف أورخان باموق.

## مواليد

### يناير
- 3 يناير – باريش إرميش لاعب كرة سلة تركي.
- 4 يناير – غوكهان غونول لاعب كرة قدم تركي.
- 9 يناير – سينيم أوزتورك ممثلة تركية.

### فبراير
- 10 فبراير – سلجوق إينان لاعب كرة قدم تركي.
- 23 فبراير – يونس تشانكيا لاعب كرة سلة تركي.

### أبريل
- 17 أبريل – كانير توبالوغلو لاعب كرة سلة تركي.

### يونيو
- 5 يونيو – سيرين موراي ممثلة تركية.

### يوليو
- 6 يوليو – إيفرين بوكر لاعب كرة سلة تركي.
- 6 يوليو – ميليسا سوزن ممثلة تركية.
- 15 يوليو – براق يلماز لاعب كرة قدم تركي.

### أغسطس
- 13 أغسطس – إلتشين سانجو ممثلة وعارضة أزياء تركية.

### سبتمبر
- 12 سبتمبر – بوراك اكساك
- 30 سبتمبر – أولكان أدين لاعب كرة قدم تركي.

### أكتوبر
- 1 أكتوبر – إرن بياز لاعب كرة سلة تركي.
- 6 أكتوبر – بيركان سوكولو ممثل تركي.
- 9 أكتوبر – توبراك ساغلام ممثلة تركية.
- 10 أكتوبر – سيدا باكان ممثلة تركية.

### نوفمبر
- 24 نوفمبر – إرماك أيتوك ممثلة تركية.

### ديسمبر
- 11 ديسمبر – يكتا كورتولوش لاعب كرة قدم تركي.

## وفيات

### أكتوبر
- 31 أكتوبر – أنتون تشريستوفوريديس (مواليد 1917) ملاكم يوناني.